# Данилюк, Фёдор Венедиктович
Фёдор Венедиктович Данилюк (укр. Федір Венедиктович Данілюк; 15 октября 1893, с. Пушково, ныне Кировоградская область — ?) — советский военнослужащий, дважды кавалер Ордена Красного Знамени (1923, 1924).

## Биография
Родился в крестьянской семье, по национальности украинец. В 1907 году окончил 4 класса начальной школы. Призван в ряды Русской императорской армии в сентябре 1915 года, а в 1916 году окончил учебно-пехотную команду. Участвовал в Первой мировой войне, находясь в должности командира отделения 133-го пехотного полка, 45-й пехотной дивизии Западного фронта. В декабре 1918 года уволен в запас. В сентябре 1919 года мобилизован в ряды Красной Армии. Занимал командные должности в бригаде Котовского. В запасе с 1923 года. С началом Великой Отечественной войны вновь призван в ряды Красной Армии. Служил на Западном и Юго-Западном фронте в должности командира взвода. В июне 1942 года был легко ранен осколком в шею. С декабря того года в резерве. В апреле 1943 года служил на 3-м Украинском и 2-м Белорусском фронте, находился в командных должностях комендантских и транспортных подразделений. С июля 1945 в резерве, а в октябре того же года уволен в запас. Работал председателем колхоза имени Калинина в селе Пушково.

## Награды
- Два ордена Красного Знамени — за отличие в боях во время Гражданской войны в России.
- Орден Красной Звезды — за проявление мужества и героизма, во время обеспечения охраны доверенного ему объекта.
- Орден Отечественной войны II степени — за показательное выполнение своих обязанностей в период всей войны.
- Медаль «За освобождение Варшавы».
- Медаль «За победу над Германией в Великой Отечественной войне 1941—1945 гг.».